# 村請制度
村請制度（むらうけせいど）とは、日本の近世（主として江戸時代）における制度のひとつで、年貢・諸役を村単位で村全体の責任で納めるようにした制度。村請制（むらうけせい）ともいう。

## 概要
中世の地下請の伝統を引くもので、近世社会において領主は検地を行い村高を把握し、村落は村単位で年貢が賦課された。領主は村に対して徴税令書である年貢割付状を発し（年貢割付状は儀礼的要素が強く、事前に廻状により通達されるケースもある）、庄屋などの村役人は責任者となり村内から年貢を徴収し、領主に対して納税した。年貢が納入されると領主は村落に対して領収書である年貢皆済目録を発行する。
また、当時の蝦夷地（北海道の大部分や樺太および北方地域）においても、他地域に準じて郷村制が敷かれていた。松前藩や箱館奉行から、役蝦夷（惣乙名・乙名・脇乙名などの役職）に任命された地元アイヌの有力者が、住民を調べ労働力を把握し年貢米の代わりとなる夫役（漁場労働等）への動員や、宗門人別改帳（戸籍）の作製（江戸時代の日本の人口統計）、藩や幕府からの掟書（法律）を住民に伝達するなどの業務をこなした。
村請制度では村の誰かが破産して年貢を出せなくなる事態になると村の他の者がかわりにそれを出さなければならなくなったので、結果として、村の中に破産者を出すまい、我欲にばかり走らず他の人のことも大切にして支え合ってゆこうとする意識もはぐくまれた。日本人の現在の社会性や心情にも影響を及ぼしている。
明治時代の地租改正によって、村請制度は解体した。